# Movement (álbum de New Order)
Movement —en español: Movimiento— es el primer álbum de estudio de la banda New Order. Fue publicado el 13 de noviembre de 1981. En el momento de su lanzamiento, el álbum no fue particularmente bien recibido por los críticos o los consumidores, solo el puesto en el número treinta en la lista de álbumes del Reino Unido. La recepción crítica posterior del álbum han sido muy positivos.
En 2008, el álbum se relanzó en una edición para coleccionistas con un disco extra.
En 2015, tras el lanzamiento de su décimo álbum, Music Complete, el álbum fue remasterizado y lanzado en la iTunes Store de Estados Unidos.

## Antecedentes
Luego del suicidio del vocalista de Joy Division Ian Curtis en mayo de 1980, y el subsecuente shock que acarreó tal hecho, los miembros restantes del ya extinto grupo Bernard Sumner, Stephen Morris y Peter Hook decidieron reunirse bajo un nuevo un nuevo nombre: New Order. Con la excepción de las canciones "Ceremony" (escrita durante los años de Joy Division, y tocada por única vez en un concierto antes de la muerte de Curtis) y la inédita "In a Lonely Place", todo el material grabado sería nuevo.
Unas cuantas canciones de "Movement" serían escritas y grabadas durante el verano de 1980. "Dreams Never End" y "Truth" fueron interpretadas en los primeros conciertos de New Order en Estados Unidos en septiembre cuando el grupo todavía era un trío. Para aquel entonces, el grupo todavía no había elegido un vocalista. La temporal solución a aquel dilema consistió en que los tres integrantes se turnasen al cantar entre canción y canción, finalmente eligieron a Sumner como vocalista principal de la banda, mientras que Hook se encargaría de los coros (a excepción de las canciones "Dreams Never End" y "Doubts Even Here"). La llegada de la novia de Morris Gillian Gilbert, aligeró la carga de Sumner quién tenía que tocar la guitarra y el teclado mientras cantaba (algo que el encontraba imposible de hacer), también acercó a la banda a un sonido más electrónico. El resto de las canciones que aparecieron en "Movement" fueron escritas y grabadas en un periodo de siete meses, Sumner más tarde diría "entre bits, entre cantidades y cantidades de bits, así como "Mesh", "Cries and Whispers" (ambas grabadas más temprano de actuaciones en vivo y utilizadas como caras B de los simples), "Procession" y "Everything's Gone Green", este último formando un no-álbum sencillo lanzado como FAC53 en septiembre de 1981. El productor del disco fue una vez más Martin Hannett, que había trabajado con ellos como Joy Division; sin embargo, la relación entre el productor y la banda resultaba erosionada. Hannett estaba en una disputa legal con Factory Records y sufría de abuso de sustancias y alcohol; y los miembros de la banda -sin llegar a un acuerdo entre ellos con tener que escribir y organizar las canciones sin Curtis y su talento de escritura de letras- lo encontraron no colaborativo. Sería la última vez que trabajaron juntos. Como se señaló anteriormente, en su lanzamiento en noviembre de 1981, apenas unas semanas después del lanzamiento del álbum doble en vivo Still de Joy Division, Movement se encontró con una recepción tibia, con los críticos decepcionados por lo que se percibe como una falta de impulso hacia adelante después de Ceremony. Se rumorea que la banda considera ya sea re mezclar o incluso totalmente volver a grabar el álbum, pero el tiempo y las limitaciones financieras lo impidieron. Afortunadamente, una nueva canción llamada "Temptation" puede aportar a la banda de los impulsos necesarios y una nueva dirección.

## Portada
La portada del álbum fue diseñada por Peter Saville y se basa en un cartel por el italiano futurista y simpatizante fascista Fortunato Depero.
En el fondo son cuatro líneas horizontales: con la línea superior que tiene dos líneas verticales que suben, y el fondo único que va hacia abajo, con cada uno de los círculos alineados en la parte superior derecha y la esquina inferior derecha. Las cuatro líneas horizontales crean tres filas: el de arriba que dice "New Order", el medio "FACT 50 1981", y la parte inferior el nombre del álbum.
La forma creada por las tres líneas superiores es una 'F' (acostado boca arriba), que se refiere a la Factory Records/Fábrica Communications Limited y las dos líneas inferiores a crear una "L" (acostado de frente), el número romano 50, el catálogo original era FACT 50. El color azul de las líneas fue elegido por la banda; las primeras copias en los EE. UU. tenían el mismo diseño de color marrón sobre un fondo de marfil.

## Lista de canciones
Todas las canciones escritas y compuestas por Bernard Sumner, Peter Hook, Gillian Gilbert y Stephen Morris, excepto donde se indique. 
Original

Todas las canciones escritas y compuestas por Bernard Sumner, Peter Hook, Gillian Gilbert and Stephen Morris, except where indicated. 
| Original album |                    |          |  |
| N.º            | Título             | Duración |  |
| 1.             | «Dreams Never End» | 3:13     |  |
| 2.             | «Truth»            | 4:37     |  |
| 3.             | «Senses»           | 4:45     |  |
| 4.             | «Chosen Time»      | 4:07     |  |
| 5.             | «ICB»              | 4:33     |  |
| 6.             | «The Him»          | 5:29     |  |
| 7.             | «Doubts Even Here» | 4:16     |  |
| 8.             | «Denial»           | 4:20     |  |

Edición del 2008
| 2008 Collector's Edition bonus disc: |                               |              |          |  |
| N.º                                  | Título                        | Escritor(es) | Duración |  |
| 1.                                   | «Ceremony»                    | Joy Division | 4:23     |  |
| 2.                                   | «Temptation» (7" version)     |              | 5:26     |  |
| 3.                                   | «In a Lonely Place»           | Joy Division | 6:16     |  |
| 4.                                   | «Everything's Gone Green»     |              | 5:30     |  |
| 5.                                   | «Procession»                  |              | 4:27     |  |
| 6.                                   | «Cries and Whispers»          |              | 3:25     |  |
| 7.                                   | «Hurt»                        |              | 8:13     |  |
| 8.                                   | «Mesh»                        |              | 3:02     |  |
| 9.                                   | «Ceremony» (original version) | Joy Division | 4:39     |  |
| 10.                                  | «Temptation» (12" version)    |              | 8:47     |  |

## Posicionamiento
| Lista (1981)                  | Posiciones |
| ----------------------------- | ---------- |
| New Zealand RIANZ Album Chart | 8          |
| UK Albums Chart               | 30         |
| UK Independent Albums Chart   | 1          |

## Personal
- Bernard Sumner – Voz, guitarras, melódica, sintetizadores y programación
- Peter Hook – Bajo, percusión electrónica, coros
- Stephen Morris – Batería, sintetizadores y programación
- Gillian Gilbert – Sintetizadores y programación, guitarras